# 로의 성모

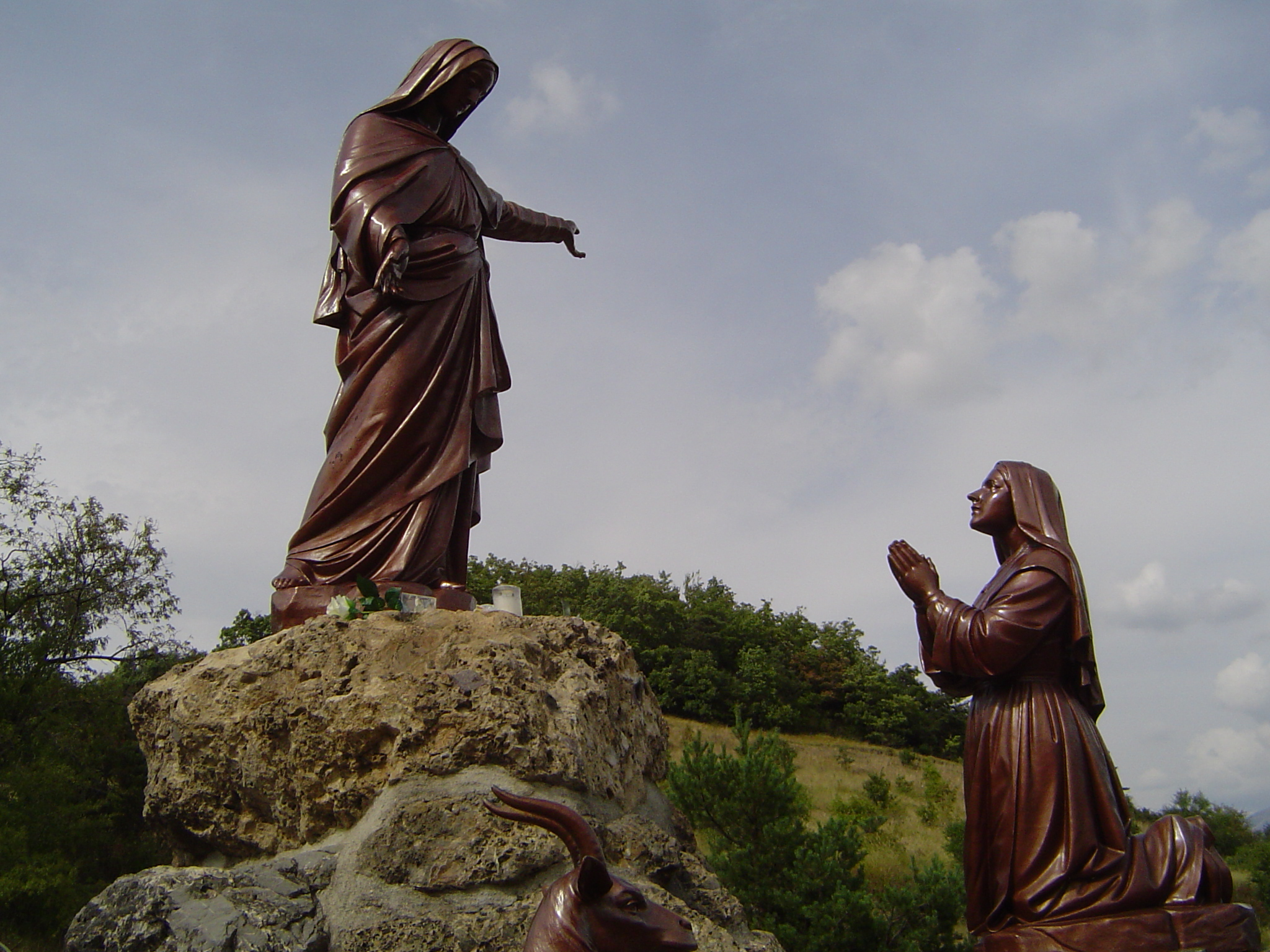
로의 성모

로의 성모(프랑스어: Notre-Dame du Laus) 또는 죄인들의 피난처 성모 발현은 1664년에서 1718년까지 프랑스 생테티엔르로(Saint-Étienne-le-Laus)에서 양치기 소녀 브누아트 랑퀴렐(Benoîte Rencurel)에게 일어난 성모 마리아의 발현을 말한다. 2008년 5월 5일에 로마 교황청의 승인을 받았다.

## 배경
프랑스 동남부 도피네 지방의 가프(Gap) 동남쪽 알프스산맥 기슭에 로(Laus) 계곡이 있다. 로(Laus)는 오크어의 알프스 프로방스 지역 방언으로 분지의 바닥에 있는 호수를 의미한다. 1666년 당시에 로의 작은 마을에는 작은 오두막집에 20가구가 흩어져 살고 있었다. 성모 발현 이후에 주민들은 성모에게 봉헌하는 성당을 지었다.

## 메시지
로의 성모는 죄인들의 회개와 예수님께서 죄인들을 회심시킬 수 있도록 성당을 지어 주고 성직자들이 성전을 지을 집을 지어 사제들이 죄인들에게 성사를 집행할 수 있게 해달라고 요청하였다.
브누아트에게 전해진 기별의 핵심은 자신과, 다른 사람들과, 그리고 하느님과 완전한 화목을 가져 오는 것을 목표로 하는 영혼의 회심이다.